# Añón de Moncayo
Añón de Moncayo (1991-ig Añon, aragónul Anyón de Moncayo) település Spanyolországban,  Zaragoza tartományban. Añón de Moncayo Alcalá de Moncayo, Ambel, Talamantes, Calcena, Purujosa, Beratón, Cueva de Ágreda, Ágreda, Tarazona, Trasmoz és Litago községekkel határos. Lakosainak száma 216 fő (2024).

## Népesség
A település lakosságának változását az alábbi diagram mutatja:
| Lakosok száma | 300  | 263  | 244  | 220  | 213  | 210  | 200  | 212  | 202  | 216  |
|               | 2001 | 2004 | 2007 | 2009 | 2012 | 2014 | 2017 | 2019 | 2022 | 2024 |